# Marcella De Marchis
Marcella De Marchis (Roma, 17 gennaio 1916 – Sarteano, 24 febbraio 2009) è stata una scenografa e costumista italiana.

## Biografia e carriera
Ha sposato nel 1936 il regista Roberto Rossellini dal quale ha avuto i figli Romano (scomparso a soli 9 anni nel 1946) e Renzo, nato nel 1941 e divenuto poi regista, sceneggiatore e produttore cinematografico.
Nel 1942 si sono separati rimanendo tuttavia legati da affetto e collaborazione professionale.
È stata costumista di molti film degli anni sessanta, tra cui Teorema di Pier Paolo Pasolini (1968): ha spaziato da film con Totò (Lo smemorato di Collegno, Totò sexy) agli spaghetti western (Navajo Joe di Sergio Corbucci).
Le sue prove migliori come costumista e scenografa sono riferite alla serie di sceneggiati televisivi dei primi anni settanta, in cui ha ricreato i costumi di molte figure storico-filosofiche, da Socrate a Pascal a Cartesio a Gesù.
Nel 1996 ha scritto il libro autobiografico Un matrimonio riuscito, dove narra la sua esperienza matrimoniale e professionale a fianco del grande regista (per lavorare col quale rifiutò una proposta di Stanley Kubrick).

## Filmografia parziale
- Viva l'Italia, regia di Roberto Rossellini (1961)
- Lo smemorato di Collegno (1962)
- Anima nera, regia di Roberto Rossellini (1962)
- Totò sexy (1963)
- Navajo Joe (1966)
- L'ultimo killer (1967)
- El Greco, regia di Luciano Salce (1968)
- Teorema, regia di Pier Paolo Pasolini (1968)
- Atti degli apostoli, regia di Roberto Rossellini (1969) - sceneggiato televisivo
- Socrate (1970) - sceneggiato televisivo
- Blaise Pascal (1971) - sceneggiato televisivo
- Trastevere (1971)
- Agostino d'Ippona (1972) - sceneggiato televisivo
- L'età di Cosimo de' Medici (1973) - sceneggiato televisivo
- Anno uno (1974) - sceneggiato televisivo
- Cartesius (1974) - sceneggiato televisivo
- Il messia (1975)
- Così parlò Bellavista (1984)